# Hội Cứu trợ Trẻ em Tàn tật Việt Nam
Hội Cứu trợ Trẻ em Tàn tật Việt Nam là tổ chức xã hội từ thiện phi chính phủ của những tổ chức, cá nhân tự nguyện đóng góp cho hoạt động chăm sóc trẻ em tàn tật - khuyết tật tại Việt Nam.
Hội có tên giao dịch tiếng Anh là Vietnam Relief Association For Handicapped Children, viết tắt VINARAHC.
Hội được thành lập theo Quyết định số 590/TTg ngày 4/12/1993 của Thủ tướng Chính phủ; trực thuộc sự quản lý nhà nước của Bộ Lao động Thương binh và xã hội về các lĩnh vực hoạt động của Hội;  Hội là tổ chức thành viên của Mặt trận Tổ quốc Việt Nam . Điều lệ của Hội được Bộ trưởng Bộ Nội vụ phê duyệt tại Quyết định số 77/2005/QĐ-BNV ngày 09 tháng 8 năm 2005 , Điều lệ sửa đổi được Đại hội lần thứ IV thông qua ngày 13 tháng 10 năm 2010 và được Bộ trưởng Bộ Nội vụ phê duyệt theo Quyết định số 326/QĐ-BNV ngày 07/03/2011 .
Trụ sở Hội đặt tại số 51 phố Vũ Ngọc Phan, phường Láng Hạ, quận Đống Đa, thành phố Hà Nội .

## Tôn chỉ
Mục đích tôn chỉ của Hội là huy động công, của, sức lực, trí tuệ của xã hội cho hoạt động chăm sóc, phục hồi chức năng nhằm góp phần làm cho trẻ em khuyết tật giảm bớt khổ đau và bất hạnh, được bảo vệ và chăm sóc theo Luật bảo vệ chăm sóc và giáo dục trẻ em, Luật về người khuyết tật của Nhà nước Việt Nam và Công ước Liên Hợp Quốc về Quyền trẻ em, giúp trẻ em khuyết tật sống hoà nhập bình đẳng với cộng đồng.